# بيريسلافكا (فولغوغراد)
بيريسلافكا (بالروسية: Береславка) هي مدينة في مقاطعة فولغوغراد أوبلاست في روسيا.
يبلغ عدد سكانها حوالي 4651 نسمة.